# In This Skin
«In This Skin» —en español: En Esta Piel — es el tercer álbum de estudio de la cantautora pop estadounidense Jessica Simpson. El álbum fue lanzado el 19 de agosto de 2003 en los Estados Unidos por Columbia Records. En el álbum incorpora Música acústica, soul, y dance, con la instrumentación de guitarras, batería, sintetizadores, y cuerdas. Sus temas van desde el amor, el baile, la capacitación, y en el caso de canciones como "Sweetest Sin", el sexo. Las contribuciones a la producción del álbum provienen de una amplia gama de productores, incluyendo; Greg Fitzgerald, Greg Barnhill, Damon Elliott, Rob Fusari, Franne Golde, Richie Jones, Holly Lamar, Billy Mann, Andy Marvel, Keith Thomas, Rick Wake, Andrew Williams, y Simpson quien se desempeña como cocompositora en varias canciones de álbum.
Las primeras noticias sobre In This Skin comenzaron a circular a fines del año 2002, aproximadamente un año después del lanzamiento de su entonces último álbum de estudio, Irresistible. El álbum fue grabado entre los meses de enero y julio de 2003. En términos generales, In This Skin no logró obtener una buena recepción por parte de la crítica. El álbum fue relanzado en marzo  de 2004, bajo el nombre de In This Skin: Collector's Edition con dos temas nuevos. Comercialmente, In This Skin se convirtió en un éxito internacional, obteniendo una certificación de triple disco de platino, tras vender más de 3 millones de álbum solo en los Estados Unidos, de acuerdo al sistema de información Nielsen SoundScan, y más de 7 millones a nivel mundial, convirtiéndose en el álbum más vendido hasta la fecha en la carrera de Simpson.
Cuatro sencillos fueron lanzados de álbum; "Sweetest Sin", "With You", "Take My Breath Away", "Angels", dos de ellos se convirtieron en éxitos en todo el mundo. Promover In This Skin, Simpson realizó presentaciones en televisión y también se embarcó en su segunda gira, Reality Tour El álbum y sus videos se ven en gran medida por los críticos como el final de su transición de adolescente estrella del pop de una artista femenina más adulto. De acuerdo con la revista Billboard el álbum fue clasificada como la número 153 en la lista de mayor venta el álbum de la década de 2000.

## Antecedentes
Las primeras noticias sobre el tercer álbum de estudio de Jessica Simpson comenzaron a circular a fines del año 2002, aproximadamente un año después del lanzamiento de su entonces último álbum de estudio, Irresistible. Simpson declaró que quería escribir canciones para su tercer disco. En una entrevista realizada por MTV en octubre de 2002, Lachey, su entonces esposo, reveló que ella está de vuelta en el estudio, trabajando en un nuevo disco. Él dijo: "que por fin escribir su propia música, lo que le he dicho que podía hacer para siempre, pero que ha sido tímido para salir allí y hacerlo. Es una escritor increíble, y ella está haciendo cosas que en realidad desde el corazón". Sobre el sonido del álbum, dijo: "Es un disco mucho más orgánico y que es más fiel a sí misma", continuó diciendo: "Todos los instrumentos en vivo y es muy musical en contraposición a lo pop que estaba pasando antes por ella.
Tras las confirmaciones, la cantante brindó una entrevista a la prensa, en la que declaró que se había reunido con Damon Elliott, producto americano con anteriormente había trabajado con artista de la talla como Beyoncé, P!nk, Gwen Stefani y Christina Aguilera, poco más tarde fue confirmado como producto de álbum. Poco después comenzaron a realizarse recuentos de los productores que trabajaban en el álbum, entre los cuales se incluía a Billy Mann, conocido por trabajar con Ricky Martin, Backstreet Boys, Cher y Celine Dion, otro productor confirmado en esta reunión fue Rob Fusari quien como los productores antes mencionados trabajaban por primera vez con Simpson.
En enero de 2003, en una entrevista en los American Music Awards, reveló Andy Marvel, estaba escribiendo varias canciones para el álbum. Columbia Records confirmó la fecha la cual sería el 19 de agosto de 2003, dicho álbum llevaría por nombre In This Skin. Además de ello, confirmó a otros de sus productores:  Keith Thomas, Rick Wake y Andrew Williams.

## Contenido

### Letras
Las letras de las canciones de In This Skin se pasean, principalmente, por la madurez personal y de su carrera musical, como le cambia la vida su matrimonio y como experimentar nuevas etapas de la vida, son los aspecto que receje Simpson en este álbum. De ellas, "Sweetest Sin" escrita por Diane Warren, la letra de la canción sen centra en la pérdida de la virginidad, pues en años anterior Simpson siempre marco que perdería su virginidad en el momento de casarse. Por su parte, en la segunda canción "With You" coescrita por Simpson, expresa su verdadera personalidad, una chica de Texas, que solo le importa amar. Una canción ligera, optimista hablar de cómo ser verdaderamente amado. "My Way Home" la tercera pista, es una canción de una melodía muy tentadora, donde Simpson juega con su voz, al llevarla el tema a nivel acústico pero a la vez con la incorporación del R&B. "I Have Loved You" una balada pop, una canción que se hizo para la voz de Jessica. La quinta pista, "Forbidden Fruit" probablemente la canción más pop de disco, el tema se ambienta al ritmo de la vieja escuela pop de Paula Abdul. "Everyday See You" el sexto tema del disco, es una canción dulce y hermoso la cual puede ayudar a olbidar los problemas y relajarse durante 3 minutos. Muy relajante. "Underneath" es una canción con un buen ritmo, de gran alcance que describe el amor menos es más apasionado, y cada bit de la pasión fluye a través de la voz de Simpson.
La octava canción "You Don't Have To Let Go" se puede considerar la mejor canción de álbum,  Jessica escribió esta canción para su padre. Es un tema conmovedor asombroso que refleja lo importante que es Joe Simpson en la vida de la cantante. "Loving You" la novena pista, es una canción up-tempo, el tema tiene un contenido muy sexual en su letra. "In This Skin" la décima canción, y tema que le da el nombre al disco. Esta es probablemente la canción más revelador en el álbum. Simpson habla de sus inseguridades, pero es muy motivador en que se hace hincapié en estar a gusto con uno mismo. Una canción muy conmovedora y edificante. La última pista es "Be" una canción que habla de esperanza y felicidad, y lo que el amor realmente siente.
Bonus tracks
El primer bonus track de In This Skin es "Fly" una canción pop de sonido muy suave. "Fly" no es la mejor canción de Jessica, pero aun así, la canción logra mostrar la gran voz de Simpson.

## Sencillos
"Sweetest Sin" fue lanzada como el primer sencillo de In This Skin, el 22 de julio de 2003 por Columbia Records. Fue el primer sencillo en el que Simpson podría entender lo que significa el sexo en su música. La canción recibió críticas mixtas de los críticos. La canción no logró entrar a Billboard Hot 100. "With You" fue el segundo sencillo del álbum, lanzado el 16 de septiembre de 2003. La canción recibió críticas positivas de los críticos. El sencillo se convirtió en su mayor éxito desde 1999 por "I Wanna Love You Forever", ya que la canción alcanzó la posición 14 en Billboard Hot 100 y se convirtió en su primer éxito numeró 1 en Top 40 Mainstream. Además alcanzó posicionarse dentro de top 20 en Australia, Canadá, Hungría, Noruega y el Reino Unido. Su video musical fue puesto en libertad, mientras que Simpson estaba en reality show, Newlyweds, todavía en el aire y en la cima de su popularidad, el vídeo (fue grabado en la mansión de Jessica). El vídeo obtuvo dos nominaciones a los MTV Video Music Awards 2004.
"Take My Breath Away" fue el tercer sencillo de álbum lanzado el 25 de marzo de 2004. Take My Breath Away es un exitoso cover de la banda Berlín, originalmente lanzado en 1986. Simpson optó por regrabar esta canción porque ella sentía que era el tema de su relación con su entonces marido, Nick Lachey. "Take My Breath Away" fue un éxito comercial, alcanzando el top 20 en países como, Ucrania, Canadá, Australia, Bélgica, Venezuela, Francia, y Estados Unidos. "Angels", fue el cuarto y último sencillo del álbum, lanzado el 7 de julio de 2004. La canción es un cover de Robbie Williams. El rendimiento "Angels" fue bajo, ya que la canción no logró entrar en el Billboard Hot 100 (aunque alcanzó la posición número seis en el Bubbling Under Hot 100 Singles). Sin embargo, la canción se convirtió en un éxito moderado en Top 40 Mainstream y Hot Digital Tracks. Tanto Simpson, y su padre y mánager Joe Simpson, tenían la esperanza de esta canción llevaría a su primera nominación al Grammy, como Britney Spears y Christina Aguilera, sus rivales desde 1999.

## Recepción

### Críticas
En términos generales, In This Skin no logró obtener una buena recepción por parte de la crítica. De manera particular, Sal Cinquemani de Slant Magazine le dio al álbum calificación 2,5 estrellas, diciendo: "La melodía pegadiza, escrita por Diane Warren, es un asunto brillante, siempre tan ligeramente sobre-producido. Y lo mismo se puede decir de todo el álbum, el cual es agobiado por las baladas empapadas, sobreexcitados pop que encuentran Simpson repetidamente declara su devoción a Lachey. "My Way Home"  contiene uno, extraño 15-segundos de visualización de la capacidad pulmonar de Simpson y Medio éter oriental tan débil. In This Skin contiene algunas sorpresas, sin embargo, como "Forbidden Fruit", un tema desenfadado inspirado en Madonna ("Music" y "Loving You"), un recordatorio seductoramente artificial.
Stephen Thomas Erlewine de Allmusic le dio la calificación de 2,5 estrellas álbum con una crítica negativa, diciendo: "Ahora, para su tercer álbum, In This Skin, que atenúa una imagen más madura, manteniéndose dentro de la danza contemporánea-pop reino mientras avanza poco a poco hacia el medio-de-la-carretera diva que ella siempre ha anhelado ser. El problema con In This Skin es que su corazón está en el centro de madurez de la carretera, pero el sonido sigue lanzó demasiado joven, haciendo de este un disco que no satisface ni público." Simpson debe ser el objetivo de recuperar la audiencia club que ayudó a lanzar su carrera con I Wanna Love You Forever. Rolling Stone le dio al álbum 2 estrellas, citando que "In This Skin", es una lección que sigue trabajando a través de su poderosa voz se hace un flaco favor al escribir canciones insípidas y arreglos.

### Desempeño comercial
Aunque In This Skin debutó con fuerza en la mayoría de los principales rankings de ventas de álbumes de alrededor del mundo, su éxito comercial logró superar a sus dos álbum de estudios anteriores, los cuales registraron ventas mundiales superiores a los 4, y 3 millones de copias, respectivamente. Por su parte, In This Skin vendió más de 7 millones de copias alrededor del mundo, las cuales le convierten, hasta ahora, en el tercer álbum de estudio de mayor éxito comercial de Jessica Simspon.
Por su parte, en América In This Skin debutó moderadamente en los principales rankings de ventas de álbumes de Canadá y los Estados Unidos, los cuales son elaborados sobre la base de los datos entregados por el sistema de información Nielsen SoundScan.
En Estados Unidos, el mercado de música más grande a nivel mundial, In This Skin no le fue al principio muy bien, ya que debutó en el puesto N.º 10 en Billboard 200 con ventas de 64 mil copias la primera semana, el álbum fue cayendo rápidamente en el conteo. Con esto el álbum se convirtió en el segundo disco Top 10 de la cantante en esta lista. A diferencia de su  segundo álbum de estudio el cual vendió 127 mil copias la primera semana, las ventas iniciales de In This Skin era moderadas, muy parecidas a las de su álbum debut. Cinco meses después, el álbum había vendido sólo 565 mil copias. Sin embargo, las ventas comenzaron a aumentar de manera constante durante la temporada navideña en 2003. En ese momento, Simpson había estado recibiendo una enorme atención de los medios de comunicación, debido la gran éxito de su reality show Newlyweds: Nick and Jessica además de esto la gran recibimiento del segundo sencillo "With You" que finalmente se llevó el álbum de nuevo en los veinte primeros de las listas de Billboard.
Para inicios de 2004 los ejecutivos de Columbia Records decidieron relanzar el disco con varias pistas nuevas a fin de utilizar el éxito de la cantante. Con "With You" en la cima de las listas de radio en febrero de 2004, Simpson lanzó su tercer sencillo, "Take My Breath Away", como el primer sencillo del nuevo relanzamiento. El relanzamiento ayudó a In This Skin a saltar al puesto N.º 2 en las listas de Billboard, vendiendo más de 157.000 esa semana. Con todo, In This Skin se mantuvo dentro de los diez primeros durante ocho semanas no consecutivas y permaneció en el Top 100 de sesenta y una semana. En suma, en diciembre de 2004, In This Skin fue certificado triple platino por la RIAA por ventas de más de 3 millones de copias sólo en los Estados Unidos. No obstante, según Nielsen SoundScan, In This Skin ha vendido aproximadamente 3.800.000 de copias para julio de 2013. El álbum ocupó el N.º 14 en Billboard Top Album de fin de año 2004.
Por su parte, en el Canadá, In This Skin debutó, directamente en el Top 30 de la cartelera canadiense, específicamente el la posición N.º 21. No obstante, In This Skin  fue certificado de Oro por la asociación Canadian Recording Industry Association, tras vender más de 70 mil copias en el país. En América Latina logró alcanzar disco de platino en Venezuela, tras vender más 10 mil copias, en México se posicionó en el puesto N.º 78 de los disco más vendió de ese país con ventas de 23 mil copias. Solo en este continente logró vender más 4.1 millones de ejemplares.
En Europa In This Skin registró elevados niveles de éxito. En Alemania alcanzó la posición N.º 28, de las lista musicales, vendiendo aproximadamente 75 mil copias. Además de ello, éste se alzó top 20 de las lista musicales en Austria, donde vendió solo 10 mil copias. Este debutó, directamente, por debajo de Top 50, en Francia donde llegó a recibir ventas por 100 mil copias, hasta ahora el segundo álbum más vendió por la cantante en este país. En Italia alcanzó la modesta posición N.º 39 con ventas a 50 mil copias.
Por su parte, en el Reino Unido, el mercado de música más grande de Europa, In This Skin debutó en la posición N.º 36, la misma posición que alcanzó su primer álbum Sweet Kisses. Se mantuvo en el top 75 durante 10 semanas. Aunque el álbum no fue lanzado en Suiza, pudo debutar en la posición N.º 78, esto debido al gran éxito que logra alcanzar Simpson con esta producción, vendió cerca de las 10 mil copias. En suma, a nivel continental, vendió más de 1 mil copias legales.
Paralelamente, en Australia In This Skin debutó el 4 de abril de 2004, en Top 40 de las listas australianas. En su séptima semana alcanzó el puesto N.º 13 y se convirtió en la posición más alto en Australia para cualquier álbum de Simpson hasta la fecha. Poco más tarde fueron certificado Platino por la ARIA tras vender 100 mil copias. Nueva Zelanda solo logró alcanzar el puesto N.º 41, sin embargo poco después fue certificado Oro, por la asociación RIANZ.
En el territorio Asiático  In This Skin obtuvo buenas ventas, en Turquía debutó en el Top 30 de las listas, para luego alcanzar la posición N.º 11, fue certificado disco de platino por la asociación Mü-YAP, pues logró vender más de 200 mil copias. En Japón solo logró vender 89 mil copias, debido a la nula proposición por parte de Sony Music Japón. En la India, In This Skin fue todo un suceso pues aparte de debutar el Top 5, vendió más 300 mil copias en solo 7 meses, lo que le valió un disco de platino por IMI, similarmente ocurrió en Taiwán donde fue certificado Platino, ya que logró vendar más de 100 copias.

## Promoción

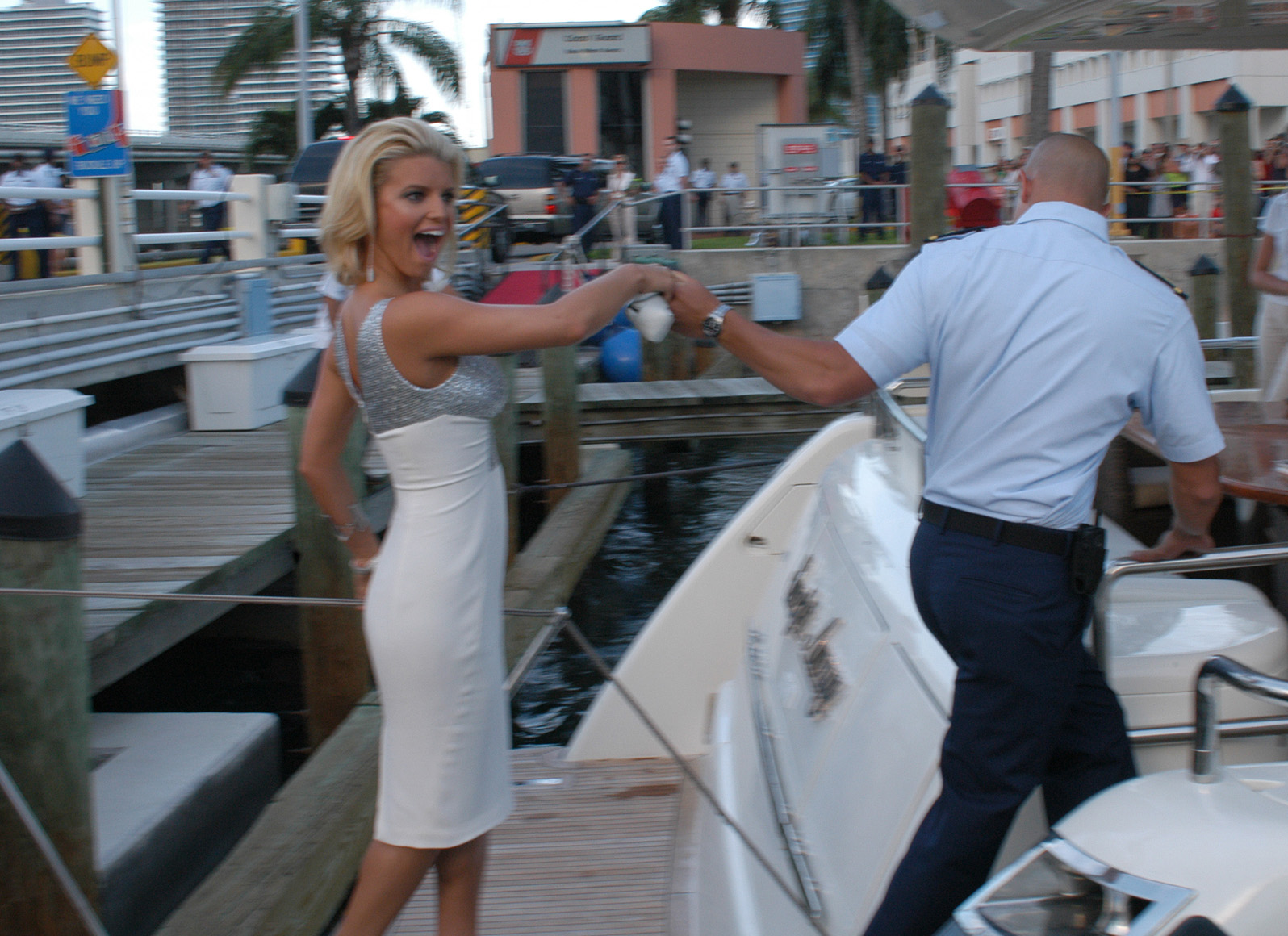
Jessica Simpson llegando a la entrega de los MTV Video Music Awards 2004, donde fue nominada dos veces por With You.

En mayo de 2003, Joe Simpson le dijo a una revista que Jessica comenzara a promoción de su nuevo álbum. Simpson cantó en vivo "Sweetest Sin" en Trump Taj Mahal en la Ciudad de Atlanta. El espectáculo, dedicado a Lachey, fue grabado y posteriormente emitido en la segunda temporada de Newlyweds: Nick and Jessica. "With You" fue interpretado en varias ocasiones en The Tonight Show with Jay Leno y Live with Regis and Kelly el 17 de octubre y 23 de octubre de 2003. También ofreció una actuación memorable de With You/Angels en los MTV Video Music Awards 2004. La promoción de "Angels" fue amplia, toco una versión spanglish, junto con el cantante español David Bisbal, en la entrega del "Grammy Latino 2004" en "Divas 2004", en programas como "Live with Letterman" en la séptima temporada de "Dancing with the Stars" y "The Early Show".

### The Reality Tour
Mientras que la promoción de la reedición de su álbum, Simpson declaró en varias entrevistas la posibilidad de una visita, con ganas de romper con la filmación de su serie de televisión y conectarse con sus fanes. La gira fue anunciada oficialmente en mayo de 2004 a través de diversos medios de comunicación, con el patrocinio de "Ice Breakers" y "Proactiv Solution". Debido a la popularidad del álbum, Simpson podría jugar en estadios y anfiteatros, en contraste con realizando su primera gira en los centros comerciales y festivales. Con la salida, los estados de la cantante que estaba feliz de tomar un descanso de las cámaras después de cada uno de sus movimientos. Con el éxito de la serie de televisión, Simpson ha diseñado el recorrido como si el público se miraba en la televisión.
Durante una entrevista con la "Associated Press", el cantante dice que ella quería que los conciertos para centrarse en su música y su personalidad. En el escenario, Simpson se unió a una banda de siete músicos, sin bailarines y coreografía para el espectáculo. Simpson se interpretará canciones de sus tres álbumes actuales, al tiempo que las anécdotas sobre su vida y las canciones.
Ella realizó 41 shows en los Estados Unidos a partir de junio y termina el recorrido en el primero de agosto en la región central de la Feria Estatal en Paso Robles, California. Los espectáculos se celebraron en grandes anfiteatros y Arenas de interior.
Ensayos y actuaciones de la gira seleccione fueron vistos en MTV Simpson mostrar y demostrar su hermana, la demostración de Ashlee Simpson. La gira fue filmado en el Universal Amphitheatre de lanzamiento en DVD. El DVD fue lanzado en noviembre de 2004 y se omite la actuación de "A Little Bit" y "I Wanna Love You Forever". El conjunto aparece el video musical de "Ángels", junto con un detrás de las escenas de la filmación del vídeo. El DVD muestra las fuertes ventas en su primera semana y fue certificado platino por la RIAA, el reconocimiento de los envíos de más de 100.000 copias.

## Listado de canciones
- Edición estándar.

| CD  |                            |                                                          |          |  |
| N.º | Título                     | Escritores                                               | Duración |  |
| 1.  | «Sweetest Sin»             | Diane Warren                                             | 3:14     |  |
| 2.  | «With You»                 | Billy Mann, Andy Marvel, J. Simpson                      | 3:12     |  |
| 3.  | «My Way Home»              | Romeo Antonio, Damon Elliott, Simpson                    | 3:13     |  |
| 4.  | «I Have Loved You»         | Greg Barnhill, Holly Lamar, Denise Rich                  | 4:45     |  |
| 5.  | «Forbidden Fruit»          | Fitzgerald, Nichols, Simpson                             | 3:30     |  |
| 6.  | «Everyday See You»         | Franne Golde, Kasia Livingston, Simpson, Andrew Williams | 4:18     |  |
| 7.  | «Underneath»               | Matthew Gerrard, Trina Harmon, Simpson                   | 4:02     |  |
| 8.  | «You Don't Have to Let Go» | Jason Deere, Harmon, Simpson                             | 3:43     |  |
| 9.  | «Loving You»               | Damon Elliott, Simpson, Craig Young                      | 3:31     |  |
| 10. | «In This Skin»             | Rob Fusari, Harmon, Simpson                              | 4:18     |  |
| 11. | «Be»                       | Golde, Livingston, Simpson, A. Williams                  | 4:11     |  |

- Collector's Edition/Original UK Edition.

| CD  |                               |                                                          |          |  |
| N.º | Título                        | Escritores                                               | Duración |  |
| 1.  | «Angels»                      | Guy Chambers, Robbie Williams                            | 4:05     |  |
| 2.  | «With You»                    | Billy Mann, Andy Marvel, J. Simpson                      | 3:12     |  |
| 3.  | «Take My Breath Away»         | Giorgio Moroder, Tom Whitlock                            | 3:15     |  |
| 4.  | «My Way Home»                 | Romeo Antonio, Damon Elliott, Simpson                    | 3:13     |  |
| 5.  | «Sweetest Sin»                | Diane Warren                                             | 3:14     |  |
| 6.  | «I Have Loved You»            | Greg Barnhill, Holly Lamar, Denise Rich                  | 4:45     |  |
| 7.  | «Forbidden Fruit»             | Fitzgerald, Nichols, Simpson                             | 3:30     |  |
| 8.  | «Everyday See You»            | Franne Golde, Kasia Livingston, Simpson, Andrew Williams | 4:18     |  |
| 9.  | «Underneath»                  | Matthew Gerrard, Trina Harmon, Simpson                   | 4:02     |  |
| 10. | «You Don't Have to Let Go»    | Jason Deere, Harmon, Simpson                             | 3:43     |  |
| 11. | «Loving You»                  | Damon Elliott, Simpson, Craig Young                      | 3:31     |  |
| 12. | «In This Skin»                | Rob Fusari, Harmon, Simpson                              | 4:18     |  |
| 13. | «Be»                          | Golde, Livingston, Simpson, A. Williams                  | 4:11     |  |
| 14. | «With You» (Versión Acústica) | Mann, Andy Marvel, Simpson                               | 3:15     |  |

- Japan Bonus Track

| CD  |            |                         |          |  |
| N.º | Título     | Escritores              | Duración |  |
| 15. | «Fly»      | Simpson                 | 3:29     |  |
| 16. | «Fearless» | Michelle Lewis, Simpson | 3:53     |  |
| 17. | «My Love»  | Simpson                 | 4:09     |  |

## Listas de popularidad
| Charts (2003)            | Peak posición |
| ------------------------ | ------------- |
| Australian Albums Chart  | 13            |
| Austrian Albums Chart    | 14            |
| Canadian Albums Chart    | 21            |
| Europe Albums Chart      | 19            |
| Francia Albums Chart     | 117           |
| India Albums Chart       | 5             |
| Italian Albums Chart     | 39            |
| Irlanda Albums Chart     | 27            |
| Alemania Albums Chart    | 28            |
| Japanese Albums Chart    | 89            |
| New Zealand Albums Chart | 41            |
| México Albums Chart      | 78            |
| Taiwan Albums Chart      | 17            |
| Turquía Albums Chart     | 11            |
| Suiza Albums Chart       | 78            |
| UK Albums Chart          | 36            |
| US Billboard 200         | 2             |
| US Top Internet Albums   | 3             |
| Venezuelan Albums Chart  | 4             |

| Charts (2004)           | Posición |
| ----------------------- | -------- |
| Australian Albums Chart | 50       |
| US Billboard 200        | 14       |

| Chart (2000–2009) | Posición |
| ----------------- | -------- |
| US Billboard 200  | 153      |

## Certificaciones
| País          | Certificaciones |
| ------------- | --------------- |
| Australia     | Platino         |
| Canadá        | Oro             |
| India         | Platino         |
| Nueva Zelanda | Oro             |
| Turquía       | Platino         |
| US            | 3× Platino      |
| Venezuela     | Platino         |

## Premios y nominaciones
| 2003-2005                           |                                             |          |
| AOL Awards                          | Most Searched Person                        | Ganó     |
| American Music Awards               | Favorite Pop/Rock Female Artist             | Nominada |
| American Music Awards               | Favorite Pop/Rock Album                     | Nominada |
| Ascap Pop Music Awards              | Most Performed Songs                        | Ganó     |
| BMI Awards                          | Award-Winning Songs                         | Ganó     |
| Danish Music Awards                 | Breakthrough Artist                         | Nominada |
| Disney Radio Music Awards           | Artist of the Year                          | Nominada |
| Disney Radio Music Awards           | Best Female Artist                          | Nominada |
| Disney Radio Music Awards           | Album of the Year                           | Nominada |
| Disney Radio Music Awards           | Best Original Song                          | Nominada |
| ECHO Awards                         | Best Pop/Rock Artist                        | Nominada |
| Groovevolt Music and Fashion Awards | Best Song Performance - Female              | Nominada |
| Imperio Music Awards                | Artist of the Year                          | Nominada |
| Imperio Music Awards                | Best Female Artist                          | Nominada |
| Imperio Music Awards                | Video of the Year por ("With You")          | Nominada |
| MTV Video Music Awards              | Best Pop Video por ("With You")             | Nominada |
| MTV Video Music Awards              | Best Female Video por ("With You")          | Nominada |
| MTV Asia Awards                     | Favorite Female Artist                      | Nominada |
| People Choice Awards                | Favorite Remake por ("Take My Breath Away") | Nominada |
| VH1 Awards                          | BIG Stylin'                                 | Ganó     |
| Teen Choice Awards                  | Choice TV Personality                       | Ganó     |